# Saint-Pardoux-les-Cards
Saint-Pardoux-les-Cards ist eine Gemeinde im Zentralmassiv in Frankreich. Sie gehört zur Region Nouvelle-Aquitaine, zum Département Creuse, zum Arrondissement Aubusson und zum Kanton Gouzon. 

## Geographie
Sie grenzt im Nordwesten an Moutier-d’Ahun, im Norden an Cressat, im Nordosten an Saint-Dizier-la-Tour, im Osten an Chénérailles, im Süden an Issoudun-Létrieix, im Südwesten an Saint-Martial-le-Mont und im Westen an Lavaveix-les-Mines.

## Bevölkerungsentwicklung
| Jahr      | 1962 | 1968 | 1975 | 1982 | 1990 | 1999 | 2008 | 2013 |
| --------- | ---- | ---- | ---- | ---- | ---- | ---- | ---- | ---- |
| Einwohner | 515  | 488  | 449  | 403  | 352  | 298  | 295  | 296  |

## Sehenswürdigkeiten

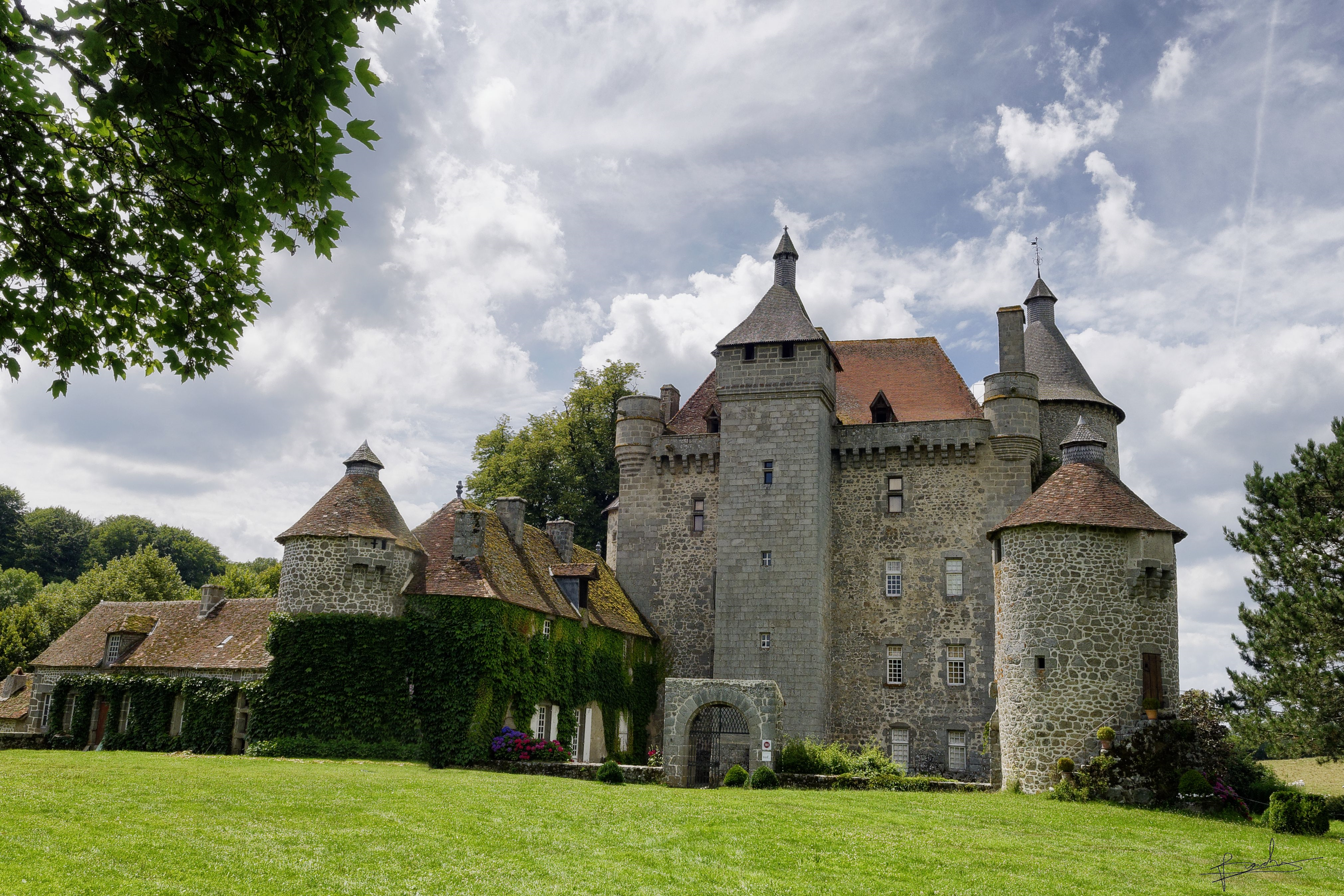
Schloss Villemonteix
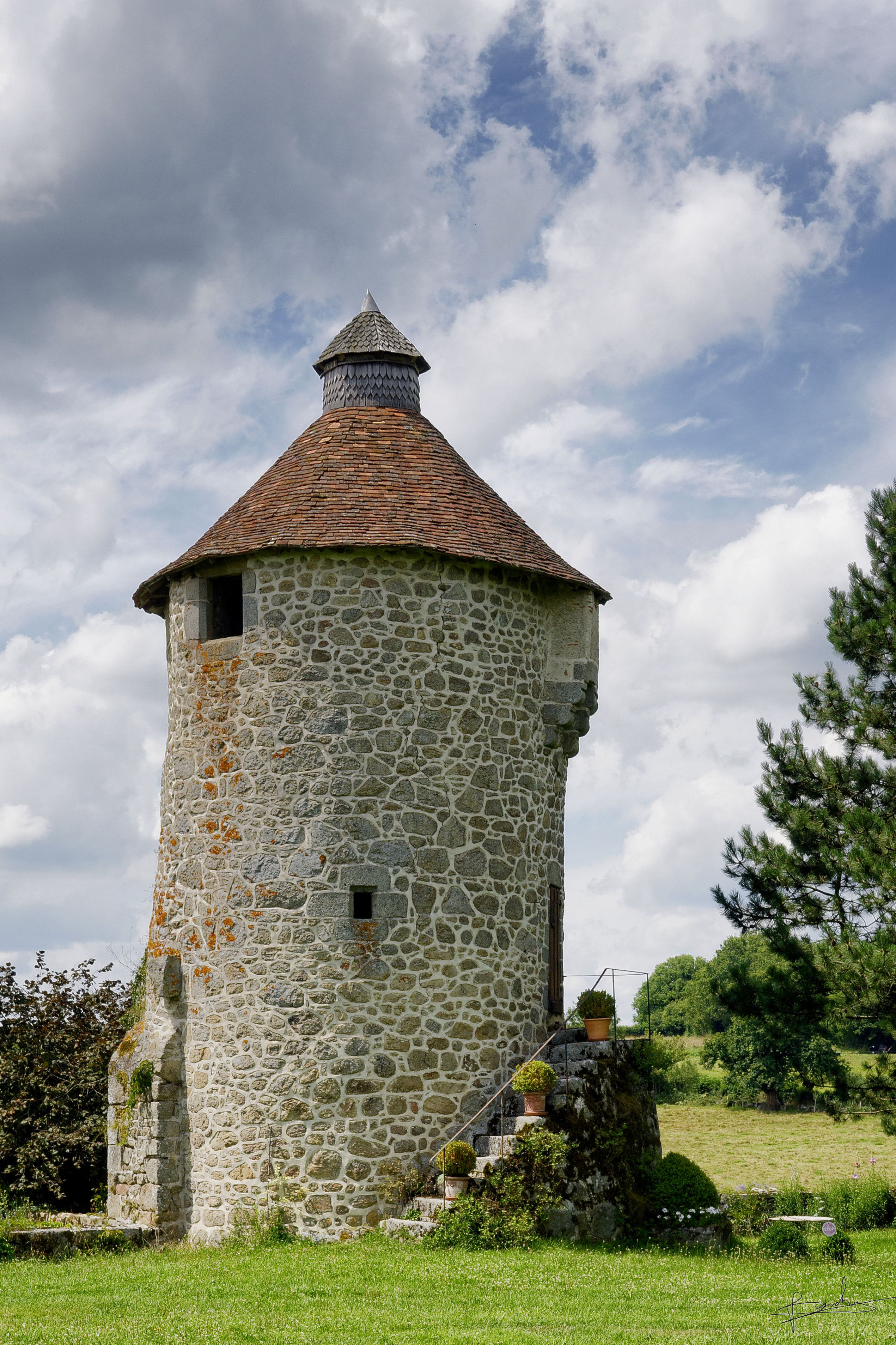
Turm des Schlosses Villemonteix

- Schloss Villemonteix
- Turm des Schlosses Villemonteix